# Sandhammarens räddningsstation

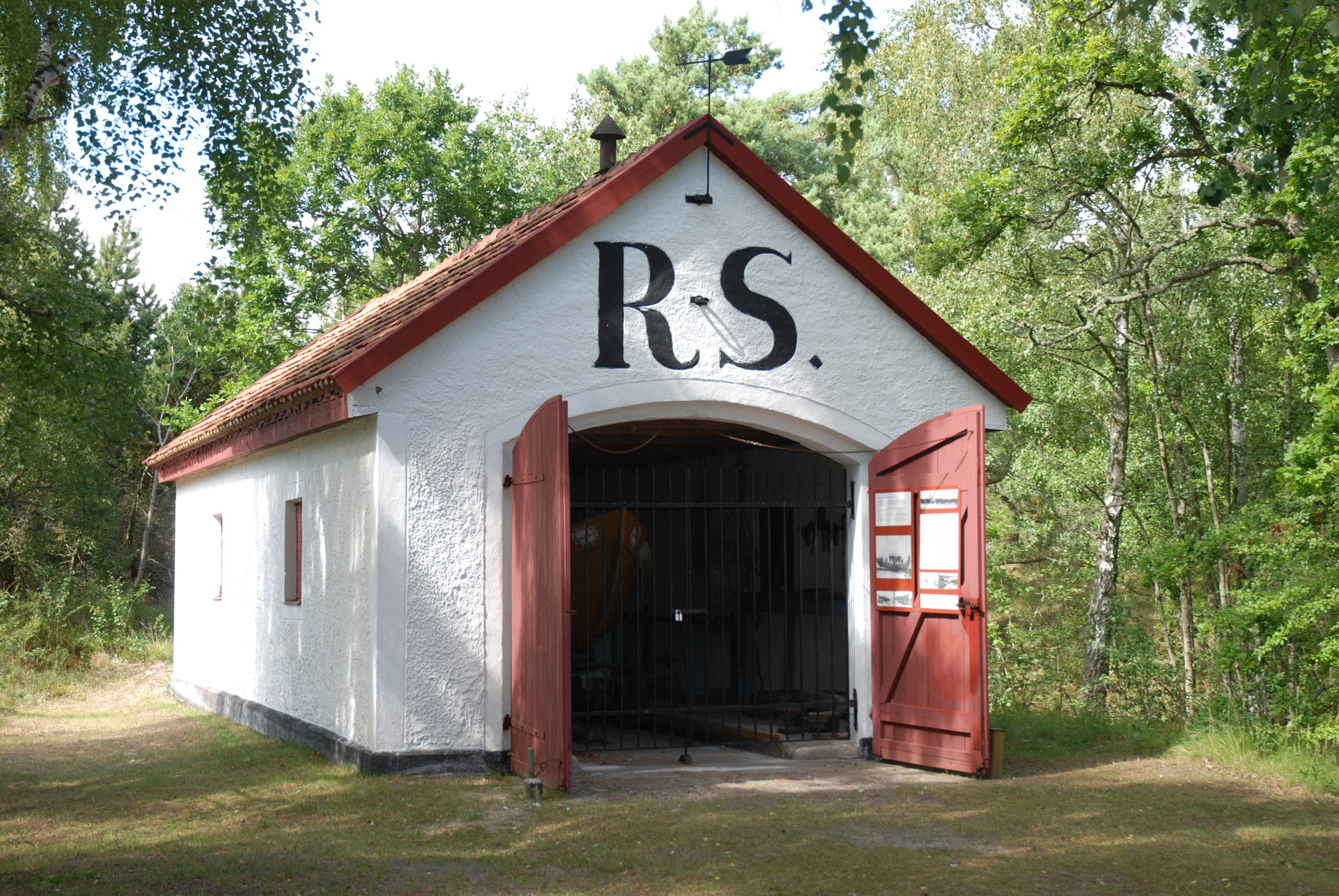
Sandhammarens räddningsstation

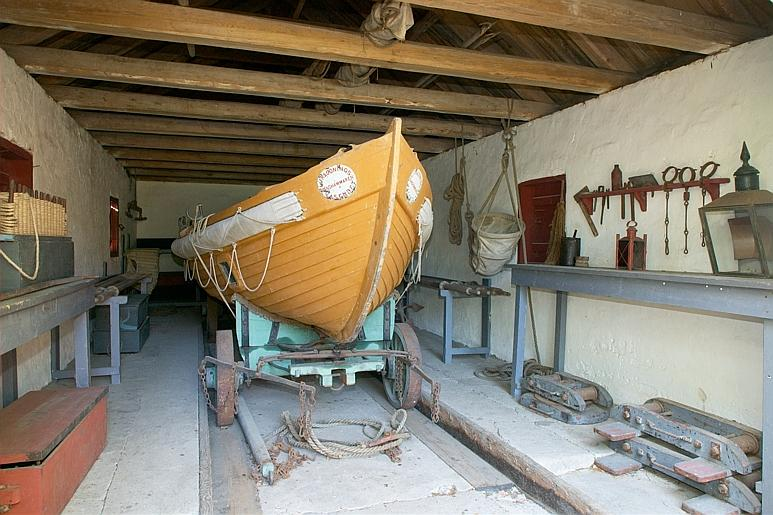
Livräddningsbåten

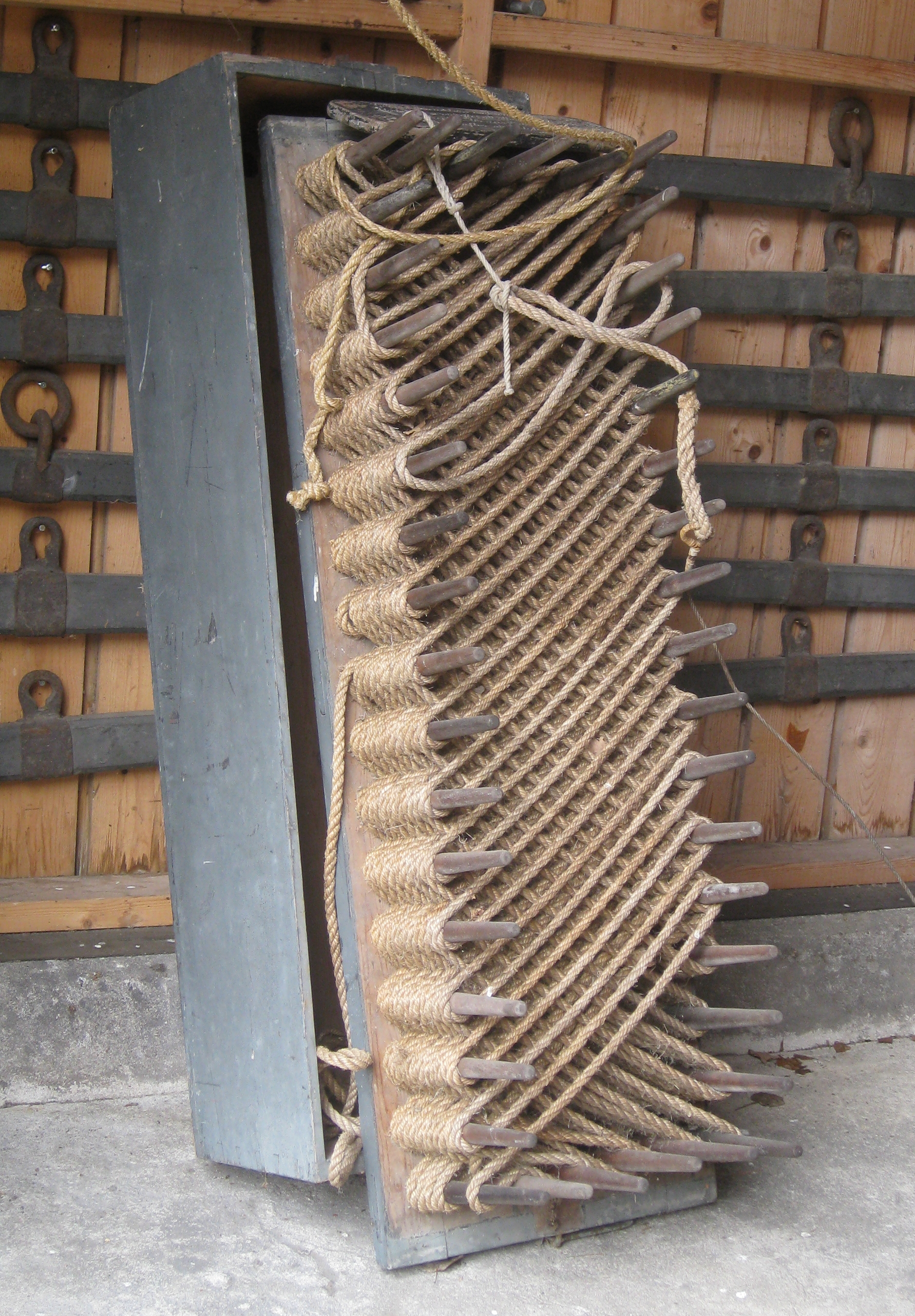
Raketapparatens lina

Sandhammarens räddningsstation i Löderups socken i Ystads kommun är en nedlagd sjöräddningsstation vid Sandhammaren, vilken numera är ett museum.
Det vitrappade båtskjulet för Sandhammarens räddningsstation är från 1891 och härbärgerar Sveriges första livräddningsbåt och båtvagnen för denna. 

## Räddningsstationens historia
I november 1855 upprättade staten genom Kungl. Förvaltningen af Sjöärendena en båt- och raketstation i Mälarhusens gamla by, i närheten av nuvarande Mälarhusen, samt en raketstation i Brantevik. Detta var den första två räddningsstationerna i Sverige och början till ett organiserat livräddningsväsende. 
År 1862 byggdes två fyrar på Sandhammaren, vilket minskade antalet haverier vid den farliga udden med rörliga sandrevlar, men stationen hade under många år därefter fortfarande rekord i antalet räddade vid svenska räddningsstationer. Stationen i Mälarhusen blev dock kvar, men flyttades så småningom, 1891, till Sandhammaren. Ansvaret för stationen togs över av fyrens personal med fyrmästaren som uppsyningsman, under Kungl. Lots-Styrelsen. Under åren i Mälarhusen har då sammanlagt 228 sjömän undsatts (en sjättedel av alla undsatta i landet, näst flest efter räddningsstationen Skärsände på Fårö). 
År 1945 lades räddningsstationen vid Sandhammaren ned. Raketstationen i Brantevik lades ned år 1957. En ny räddningsstation inrättades vid hamnen i Kåseberga 1944.

## Livräddningsbåten
Räddningsstationens båt är byggd 1855 av skeppsbyggmästaren Ertmann Peter Bonnesen i Christianshavn i Köpenhamn, som var leverantör till danska räddningsstationer. Båten i Sandhammaren är den äldsta bevarade i Skandinavien och anses också vara den livräddningsbåt som varit längst i bruk i världen, 90 år.
Livräddningsbåten har en besättning av åtta roddare och en båtstyrman. Den dras till vattnet på en båtvagn av fem par hästar. Den kan ta tio-tolv nödställda över strandbränningarna och är självlänsande.
Den 8 december 1942 var sista gången räddningsbåten drogs ut för ett uppdrag. Det finländska skeppet Ingeborg av Åbo led sjönöd utanför Mälarhusen, dit räddningsbåten drogs över land. Det var för höga vågor för att gå ut, och därför sköts i stället ett rep ut med raket och besättningen togs iland med den räddningskorg som ingick i räddningsutrustningen. Samtliga sju ombordvarande räddades.

## Flyttning av räddningsstationen
Sjöräddningsverksamheten för området kring Sandhammaren flyttades till hamnen i Kåseberga för att skötas Svenska Sällskapet för Räddning av Skeppsbrutne, Sjöräddningssällskapet. Sandhammarens roddbåt ersattes av motorlivräddningsbåten Torekov, som överfördes från räddningsstationen i Torekov. Denna ersattes i sin tur av den nybyggda livräddningskryssaren N.A. Båth år 1959.
Den sjöräddningsverksamhet som ursprungligen startade i Mälarhusen 1855 flyttade för tredje gången år 2000, från Kåseberga till Ystad. N.A. Båth återfanns dock i Kåseberga till 2012, där hon var museibåt för Sjöräddningsmuseet i Kåseberga. I januari lämnade hon Kåseberga för att säljas.

## Rapporter om sjöräddningar
Från den första tiden för Räddningsväsendet för skeppsbrutne å Rikets kuster finns på Krigsarkivet rapporter av den förste inspektören, Carl Kleman (1820 - 1872, inspektör 1863 - 1870). För Sandhammarens Räddnings-Station byggde Klemans rapportering på rapporteringen från uppsyningsmannen Mårten Österlund.
| ” | Denna dag [den 11 oktober 1895] kom en kustfiskare till stationen och rapporterade, att en norsk skonare strandat väster om fyren. Besättningen hängde i riggen och gav höga nödrop. Och fartyget kunde inte längre hålla ihop. Vraksprillror hade redan börjat kastas i land. Som det strandade fartyget låg djupt nedsjunket med masterna i cirka 30 graders vinkel mot vattnet samt strandbränningen till följd av den under natten stundom orkanlika stormen var synnerligen svår, och man endast någon gång kunde skymta fartygets lovartssida böand sjöarne, föreföll den i riggen hängande besättningens ombordtagande i lifbåten att bli ganska svår. Man försökte först rädda besättningen medelst raketapparaten, men detta misslyckades. Då gick man ut med lifbåten och lade till under salningen på stormasten, där besättningen befann sig. Härifrån firade de kraftfullare sig ned i lifbåten, de mera medtagna kastade sig nästan handlöst i famnen på dem mottagande av båtbesättningen. Svårast var det med kaptenen, en äldre man, som alls inte tycktes kunna röra sig ur sitt läge mellan vanten. Båten halades så nära in som möjligt, hvarefter han stjelpte sig ur sitt läge och mottogs lyckligt och väl af de våra. De skeppsbrutna voro så medtagna af köld och mattighet, att ett par måste rent af bäras och de öfriga ledas till en strax bredvid liggande fiskebod, der de af kustfiskare och tillstädeskomna Kåsebergabor omhändertogs. | „ |
| – Rapport av uppsyningsmannen Mårten Österlund (1828 - 1910, uppsyningsman 1855 - 1893) från den 11 oktober 1895 | |   |

## Museet
Räddningsstationen ägs nu av Ystads kommun, som år 2007 officiellt öppnade ett museum där. Förutom båthuset har uppförts en replik av det tidigare försålda träskjul, där raketuppskjutningsapparaten med vagn, räddningskorgen, och annan utrustning, förvarats (och nu åter förvaras). Stödföreningen Föreningen R-S sköter ensamma  underhållet av museet öppet vissa tider.